# 第1歩兵師団 (アメリカ軍)
第1歩兵師団（だいいちほへいしだん、英語: 1st Infantry Division（ファースト・インファントリー・ディヴィジョン））とは、アメリカ陸軍の機械化歩兵師団の一つ。アメリカ軍の常備軍としては初めて編成された師団であり、1917年の創設以来断続的に活動している。
通称は肩章にちなみ「ザ・ビッグ・レッド・ワン」（英語: The Big Red One）または「ザ・ファイティング・ファースト」（英語: The Fighting First）だが、「ザ・ビック・デット・ワン」（英語: The Big Dead One）や「ザ・ブラッディ・ファースト」（英語: The Bloody First）と皮肉られることもある。現在はカンザス州フォート・ライリーに駐屯。

## 沿革

### 第二次世界大戦
主な戦い
トーチ作戦（アフリカ）
ハスキー作戦（イタリア・シチリア島）
オーバーロード作戦（ノルマンディー上陸作戦）

### 朝鮮戦争
朝鮮戦争の間、第一歩兵師団はソ連に対する戦略的抑止力としてドイツの占領任務に就いた。このとき第一歩兵師団の兵士はニュルンベルク裁判の警備を行い、戦犯7人をベルリンのシュパンダウ監獄に護送した。朝鮮戦争の休戦から二年後の1955年にドイツの占領任務を終え、現在の駐屯地であるカンザス州フォート・ライリーに移転する。

### ベトナム戦争
1965年から1970年にかけて派遣。1965年7月12日にカムラン湾に到着。同年7月14日には、サイゴン南東のプンタウ港に第二旅団の2900人が歩兵師団として初上陸した。

### イラク戦争
デビッド・ベラビア二等軍曹とロス・A・マクギニス特技兵が名誉勲章を受章。このうちマクギニス特技兵は、2006年12月4日のパトロール中にハンヴィーに投げ込まれた手榴弾に覆いかぶさり、爆発を吸収し、19歳で戦死した。結果的に4名の同乗者を救った。

## 編制

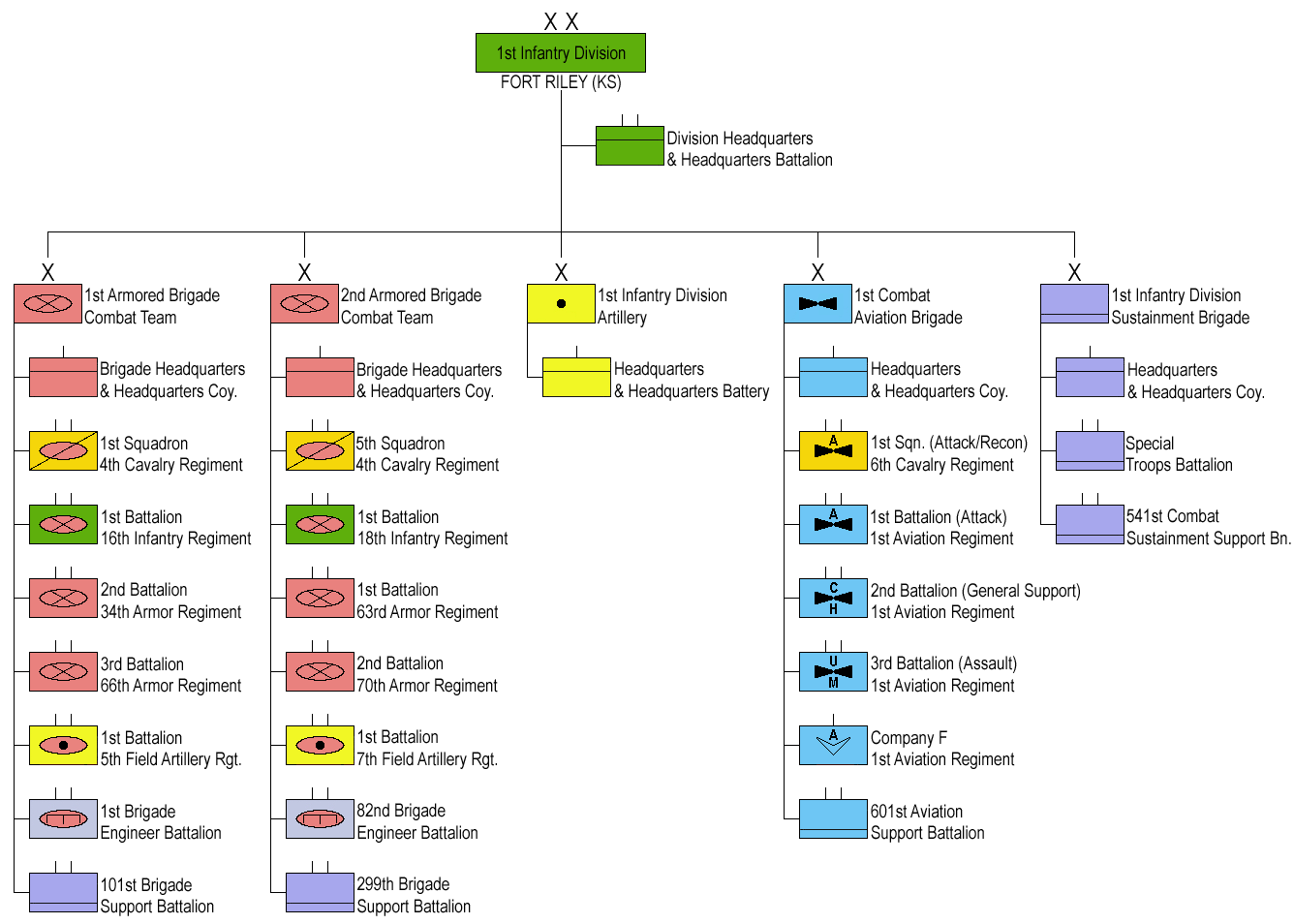
2021年時点の第1歩兵師団の組織図

第1歩兵師団は、司令部及び司令部大隊、2個機甲旅団戦闘団、師団砲兵隊、戦闘航空旅団、維持旅団で構成されている。野戦砲兵大隊は、各旅団戦闘団に所属する。
師団司令部及び司令部大隊
- 司令部及び司令部中隊
- 通信・情報・維持中隊
- 第1歩兵師団軍楽隊
- 師団長付きカラーガード
- 第19広報分遣隊

第1機甲旅団戦闘団 (Devil Brigade)
- 司令部及び司令部中隊
- 第4騎兵連隊第1大隊 Quarter-horse
- 第16歩兵連隊第1大隊 Iron Rangers
- 第34機甲連隊第2大隊 Dreadnaughts
- 第66機甲連隊第3大隊 Burt's Knights
- 第5野戦砲兵連隊第1大隊 Hamilton's Own
- 第1旅団工兵大隊 Diehards
- 第101旅団支援大隊 Liberty

第2機甲旅団戦闘団 (Dagger Brigade)
- 司令部及び司令部中隊
- 第4騎兵連隊第5大隊
- 第18歩兵連隊第1大隊 Vanguards
- 第63機甲連隊第1大隊 Dragons
- 第70機甲連隊第2大隊 Thunder Bolts
- 第7野戦砲兵連隊第1大隊 First Lightning
- 第82旅団工兵大隊
- 第299旅団支援大隊 Lifeline

第1歩兵師団砲兵隊
- 司令部及び司令部中隊

戦闘航空旅団 (Demon Brigade)
- 司令部及び司令部中隊
- 第1航空連隊第1大隊 (突撃)
- 第6騎兵連隊第1大隊 (突撃・偵察)
- 第1航空連隊第2大隊 (全般支援)
- 第1航空連隊第2大隊 (強襲)
- 第1航空連隊F中隊
- 第601航空支援大隊

維持旅団
- 司令部及び司令部中隊
- 特別任務大隊
  -  司令部及び司令部中隊
  -  第267通信中隊
- 第541戦闘維持支援大隊
  -  司令部及び司令部中隊
  -  第1整備中隊
  -  第24輸送中隊
  -  第165移動統制チーム
  -  第266移動統制チーム
  -  第526補給中隊

## 師団長
ダグラス・A・シムズ二世少将(2020年8月14日-)